# Tetramerium rzedowskii
Tetramerium rzedowskii är en akantusväxtart som beskrevs av T.F. Daniel. Tetramerium rzedowskii ingår i släktet Tetramerium och familjen akantusväxter. Inga underarter finns listade i Catalogue of Life.